# Corin Redgrave
Corin Redgrave (Londen, 16 juli 1939 - 6 april 2010) was een Brits acteur, die zowel in film en televisie als op het toneel te zien was. 
In 1964 maakte hij zijn tv-debuut in een aflevering van The Avengers. Filmrollen volgden al snel en hij maakte zijn opwachting in onder meer A Man for All Seasons (1966) Oh! What a Lovely War (1969), Excalibur (1981), In the Name of the Father (1993) en Four Weddings and a Funeral (1994). 
Daarnaast speelde hij gastrollen in series als Callan, Dangerfield, Kavanagh QC, Waking the Dead, Shameless en Foyle's War. Zijn laatste rol speelde hij in de eind 2009 verschenen televisiefilm The Turn of the Screw.
Redgrave trouwde twee keer en kreeg uit elk huwelijk twee kinderen. Zijn eerste huwelijk, met Deirdre Hamilton-Hill eindigde in 1981 in een scheiding. Vervolgens trouwde hij met actrice Kika Markham, met wie hij tot aan zijn dood samenbleef. 
Al in 2005 werd Redgrave getroffen door een hartaanval, waarna hij in kritieke toestand in het ziekenhuis werd opgenomen. Daar werd ook kanker vastgesteld. Redgrave overleed uiteindelijk op 70-jarige leeftijd.
- Bibliothèque nationale de France: cb142194654 (data)
- Gemeinsame Normdatei: 14102349X
- International Standard Name Identifier: 0000 0001 0939 6273
- Library of Congress Control Number: n82071367
- MusicBrainz: 31f9fda8-9e3b-40ac-accf-cecee4c03969
- Nationale Bibliotheek van Israël: 987007449874105171
- SNAC: w6g83rc3
- Système universitaire de documentation: 061432997
- Virtual International Authority File: 120174074
- WorldCat: E39PBJfrKVfGvVy3GbmvwkrjG3